# LGM-30 Minuteman
LGM-30 Minuteman je americká pozemní mezikontinentální balistická raketa (ICBM) ve službách Air Force Global Strike Command (Velitelství globálního úderu amerického letectva). Ke konci roku 2021 je verze LGM-30G Minuteman III jedinou pozemní ICBM ve službě ve Spojených státech a představuje tak pozemní část americké jaderné triády spolu s balistickými raketami Trident odpalovanými z ponorek (SLBM) a jadernými zbraněmi nesenými strategickými bombardéry dlouhého doletu.
Vývoj rakety Minuteman byl zahájen v polovině 50. let 20. století, kdy výzkum prokázal, že rakety s motorem na tuhé palivo mohou být skladovány a připraveny k odpálení po dlouhou dobu. Na rozdíl od raket na kapalné palivo, které vyžadují doplnění paliva před startem a mohou tak být zničeny při preventivním útoku. Střela byla pojmenována podle koloniálních minutemanů z americké války o nezávislost, kteří mohli být připraveni k boji v krátkém čase.
Minuteman vstoupila do služby v roce 1962 jako odstrašující zbraň, která by v případě napadení USA mohla zasáhnout sovětská města při protiútoku. Vývoj střely UGM-27 Polaris amerického námořnictva (plnila stejnou úlohu) umožnil letectvu upravit Minuteman a zvýšit jeho přesnost natolik, aby mohla útočit na opevněné vojenské cíle, včetně sovětských raketových sil. Minuteman II vstoupila do služby v roce 1965 s řadou vylepšení, která měla zvýšit její přesnost a schopnost přežití tváří v tvář systému protiraketové obrany, o kterém se vědělo, že jej Sověti vyvíjejí. V roce 1970 vstoupila do služby Minuteman III a stala se první nasazenou ICBM s vícenásobnými nezávisle zaměřitelnými návratovými prostředky (MIRV): třemi menšími hlavicemi, které zlepšily schopnost zasáhnout cíle chráněné protiraketovou obranou. Zpočátku byly vyzbrojeny hlavicí W62 o síle 170 kilotun.
Do 70. let 20. století bylo rozmístěno 1 000 raket Minuteman. Od září 2017 se tato síla zmenšila na 400 raket Minuteman III rozmístěných v raketových silech v okolí základen Malmstrom AFB v Montaně, Minot AFB v Severní Dakotě a F.E. Warren AFB ve Wyomingu. Rakety Minuteman III budou od roku 2030 postupně nahrazovány novými strategickými odstrašujícími raketami LGM-35 Sentinel (Ground Based Strategic Deterrent – GBSD), které bude vyrábět společnost Northrop Grumman.

## Historie

### Edward Hall a tuhá paliva

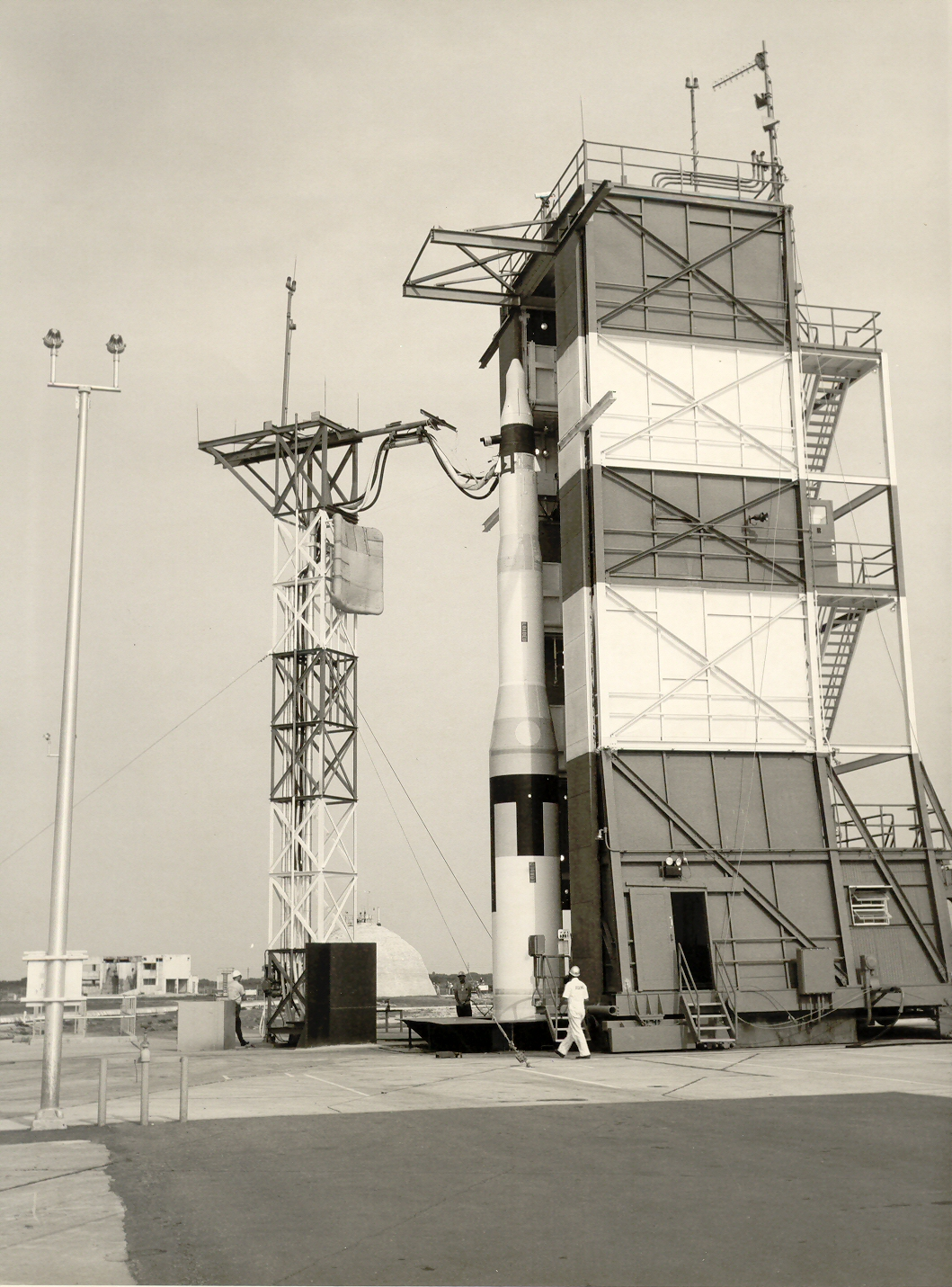
Raketa Minuteman I

Minuteman vděčí za svou existenci především plukovníkovi letectva Edwardu N. Hallovi, který byl v roce 1956 pověřen vedením divize raketového pohonu na tuhá paliva vytvořené USAF generálem Bernardem Schrieverem za účelem vývoje mezikontinentálních balistických raket (ICBM) SM-65 Atlas a SM-68 Titan. Tuhá paliva se již běžně používala v raketách krátkého doletu. Hallovi nadřízení měli zájem o rakety středního doletu s tuhým palivem zejména pro použití v Evropě, kde byla důležitá rychlá reakce na případný sovětský útok vedený z letadel. Hall byl však přesvědčen, že by se tuhá paliva dala použít i pro ICBM s doletem přes 10 000 km.
Hall v témže roce začal financovat výzkum ve společnostech Boeing a Thiokol zaměřený na použití kompozitní pohonné hmoty perchloranu amonného. Využili koncepci vyvinutou ve Velké Británii, kdy palivo v nádrži hořelo nikoli od konce, ale od jejího středu a po celé její délce, což vedlo k vyšší rychlosti hoření a tím pádem k většímu tahu. Teplo uvolněné hořením se rozprostřelo po celém motoru a ke stěně trupu rakety se nedostalo dříve, než palivo dohořelo. Starší konstrukce oproti tomu spalovaly palivo od jednoho konce k druhému, což vedlo k tomu, že v každém okamžiku byla jedna část trupu vystavena extrémním teplotám a zatížení.
U raket na tuhá paliva je obvykle těžké předvídat dobu hoření (tahu) motoru, což na mezikontinentální vzdálenost komplikuje přesnost zásahu cíle – příliš velký tah a bojová hlavice svůj cíl „přestřelí“, příliš malý tah a hlavice cíle nedosáhne. To se zpočátku zdálo jako nepřekonatelný problém, ale nakonec se podařilo triviálním způsobem vyřešit. Do raketových trysek byly přidány otvory, které se otevřely, když naváděcí systém dal pokyn k vypnutí motoru. To zajistilo okamžité přerušení tahu motoru.
Jako první začalo tento vynález využívat americké námořnictvo, kdy se společně s americkou armádou podílelo na vývoji rakety na kapalná paliva PGM-19 Jupiter. Ke kapalným palivům však bylo námořnictvo skeptické, protože je považovalo za příliš nebezpečná pro nasazení na lodích a ponorkách. Pokrok ve vývoji tuhých raketových paliv spolu s příslibem vývoje lehčích bojových hlavic Edwarda Tellera, přiměly námořnictvo opustit Jupiter a zahájit vývoj vlastní rakety na tuhé palivo. Výsledky práce Edwarda Halla byla společností Aerojet, která měla na starost vývoj prvního stupně rakety, využita v pro novou střelu UGM-27 Polaris.

### Koncept raketové farmy
Americké letectvo necítilo naléhavou potřebu mít ICBM na pevné palivo. Pokračoval vývoj raket SM-65 Atlas a SM-68 Titan a byly vyvíjeny skladovatelné kapaliny, které by umožnily ponechat rakety ve stavu připravenému k odpálení po delší dobu. Hall viděl v pevných palivech nejen způsob, jak zkrátit dobu odpalu, ale i součást radikálního plánu na výrazné snížení nákladů na ICBM, aby jich mohly být vyrobeny tisíce. Byl si vědom toho, že nové počítačem řízené montážní linky umožní nepřetržitou výrobu a že podobné vybavení umožní i malému týmu dohlížet na provoz desítek či stovek raket. Konstrukce na tuhé palivo by byla jednodušší na výrobu i na údržbu.
Hallovým cílem bylo vybudovat řadu integrovaných raketových „farem“, které by zahrnovaly továrny, raketová sila, dopravu a recyklaci. Každá farma by dokázala obstarat 1 000 až 1 500 raket vyráběných a udržovaných v nepřetržitém cyklu. Systémy v raketě by detekovaly její případné selhání, načež by byla odstraněna a recyklována a její místo by ihned nahradila raketa nová.  Konstrukce střely byla založena výhradně na co nejnižších nákladech, zmenšení její velikosti a složitosti, protože „základem předností zbraně byly nízké náklady na splněnou misi; všechny ostatní faktory – přesnost, zranitelnost a spolehlivost – byly druhotné“.
Hallův plán nezůstal bez kritiky, zejména ze strany zavedenějších jmen v oblasti ICBM. Společnost Ramo-Wooldridge naléhala na systém s vyšší přesností, ale Hall oponoval, že úkolem rakety je útočit na sovětská města a že „síla, která poskytuje početní převahu nad nepřítelem, poskytne mnohem větší odstrašující prostředek než početně nižší síla s vyšší přesností“. Hall byl známý svými neshodami s ostatními a v roce 1958 ho generál Schriever odvolal z projektu Minuteman a převelel jej do Velké Británie, kde dohlížel na rozmístění raket středního doletu (IRBM) Thor.  Po návratu do USA v roce 1959 odešel Hall z letectva do důchodu, ale v roce 1960 obdržel svůj druhý Řád za zásluhy za svou práci na vývoji pevných paliv.
Přestože byl z projektu Minuteman odvolán, Hallova práce na snižování nákladů již přinesla nový design střely o průměru 1,8 m, mnohem menší než Atlas a Titan o průměru 3,0 m, což znamenalo menší a levnější raketová sila. Hallův koncept dramatického snížení nákladů byl úspěšný, i když mnoho dalších koncepcí jeho raketové farmy bylo opuštěno.

### Naváděcí systém

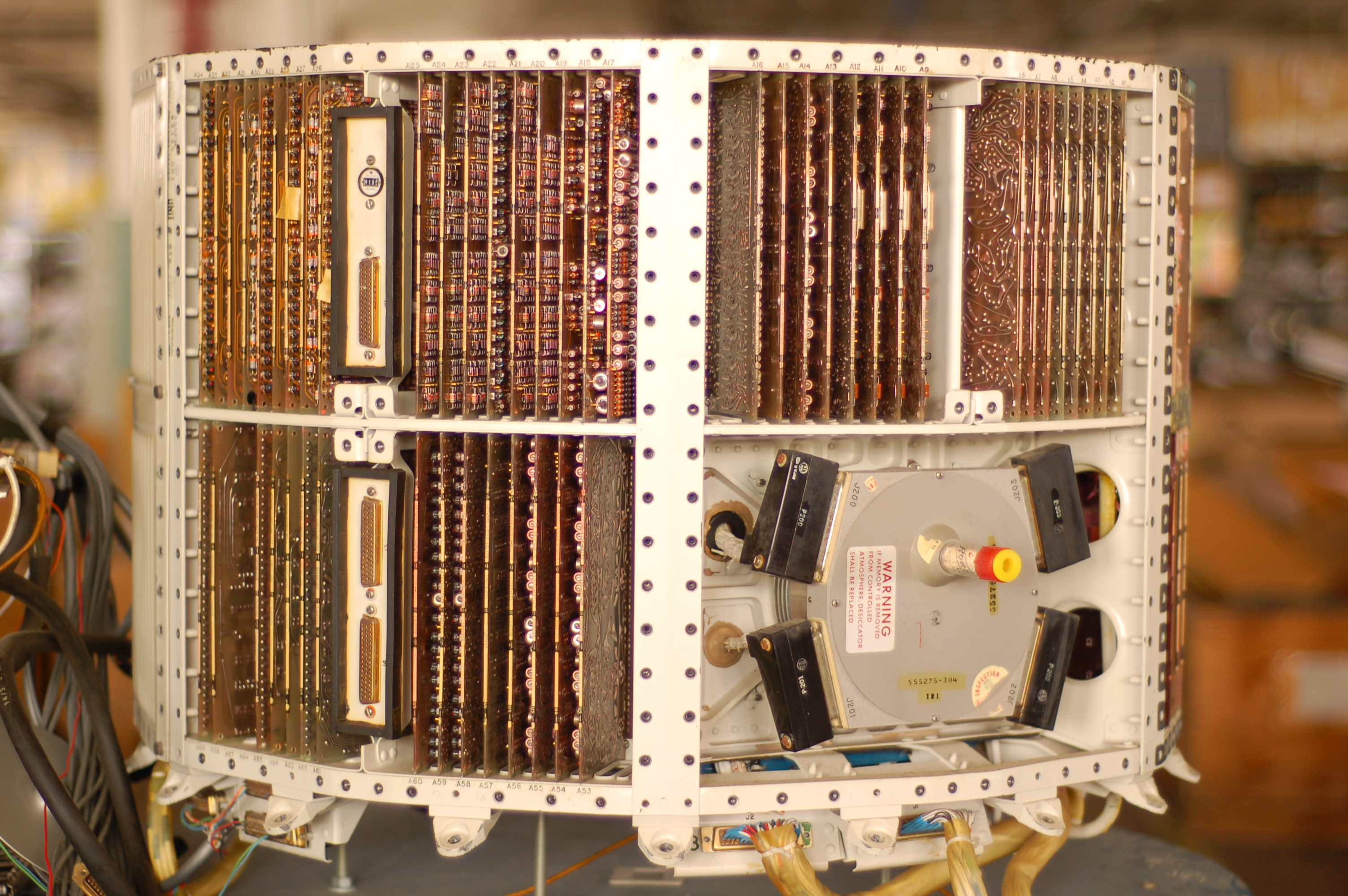
Naváděcí počítač Autonetics D-17 z rakety Minuteman I.

Předchozí rakety dlouhého doletu používaly kapalné palivo, které bylo možné do rakety naplnit až těsně před odpálením. Tento proces trval 30 až 60 minut. Ačkoli to bylo zdlouhavé, nepovažovalo se to v té době za problém, protože přibližně stejnou dobu trvalo spuštění inerciálního naváděcího systému, nastavení počáteční polohy a naprogramování souřadnic cíle.
Minuteman byl od počátku navržen tak, aby jej bylo možné odpálit během několika minut. Zatímco zpoždění při tankování paliva se díky pevnému palivu eliminovalo, zpoždění při startu a seřizování naváděcího systému zůstalo. Pro rychlý start by musel být naváděcí systém neustále udržován v chodu, což by vedlo k opotřebení kuličkových ložisek gyroskopů. Tento problém se podařilo vyřešit díky inovativnímu řešení společnosti Autonetics, kdy byla využita ložiska vzduchová a podařilo se také snížit počet gyroskopů ze tří na dva.
Dalším významným pokrokem bylo použití digitálního počítače namísto analogových. Předchozí konstrukce střel obvykle používaly dva jednoduché jednoúčelové počítače. Jeden řídil autopilota, který udržoval kurz, a druhý porovnával informace z inerciální navigace se souřadnicemi cíle a posílal autopilotovi případné korekce. Aby se snížil celkový počet komponent v Minutemanu, byl použit jediný rychlejší počítač, na kterém běžely samostatné rutiny pro tyto funkce. Stejný počítač také prováděl průběžnou diagnostiku střely, dokud byla v silu. U starších konstrukcí musela být diagnostika prováděna externími systémy, což vyžadovalo kilometry dodatečné kabeláže a řadu konektorů na samotné střele. Toto vše nově zajistil jediný počítač D-17B, který namísto obvyklé bubnové magnetické paměti již používal pevný disk.
Vytvoření takového počítače s požadovaným výkonem, menší velikostí a hmotností vyžadovalo použití tranzistorů, které byly v té době velmi drahé a nespolehlivé. Letectvo a společnost Autonetics proto vynaložily značné prostředky do programu stonásobného zvýšení spolehlivosti tranzistorů a součástek, což vedlo ke specifikaci „Minuteman high-rel parts“. Zkušenosti a technologie získané během tohoto programu měla nakonec zásadní dopad na celý tranzistorový průmysl.
Zásadní dopad měly i na samotný program Minuteman a obecně na jaderný postoj USA. Díky novému typu počítače bylo možné u Minutemanu snadno změnit cíl prostým nahráním nových souřadnic na pevný disk počítače, což bylo možné provést v řádu hodin. Předchozí generace ICBM mohly útočit pouze na jediný, předem daný cíl, protože jeho souřadnice byly napevno zakódovány přímo v systému.

### Missile Gap
V roce 1957 řada informací od zpravodajských služeb naznačovala, že Sověti jsou v raketovém závodě daleko vepředu a budou schopni počátkem 60. let v počtu raket překonat USA (tento zvětšující se nepoměr v počtech raket v neprospěch USA dostal název „Missile Gap“). Pokud by Sověti stavěli rakety tempem, jakým předpovídala CIA, v roce 1961 by jich měli dostatek, aby mohli prvním úderem zaútočit na všechny základny amerických strategických bombardérů a balistických raket. Ačkoli se později ukázalo, že „Missile Gap“ (stejně jako dříve „Bomber Gap“) se nezakládaly na pravdě, do konce 50. let jej Američané považovali za velkou hrozbu.
Letectvo reagovalo vývojem raket v rámci programu WS-199. Jednalo se o rakety vzduch-země, nesené strategickými bombardéry operujícími ve velké vzdálenosti od vzdušného prostoru Sovětského svazu. Tím pádem je nebylo možné napadnout sovětskými záchytnými stíhači, protože byly příliš daleko, ani zasáhnout ICBM, protože se jednalo o pohyblivý cíl. V krátkodobém horizontu ve snaze rychle navýšit počet raket na straně USA, dostal v roce 1958 program Minuteman prioritu. Průzkum vhodných míst pro sila začal již koncem roku 1957.
Obavy letectva dále podpořil sovětský protiraketový systém, o němž se vědělo, že je vyvíjen a testován na základně Sary Šagan v Kazachstánu. Program WS-199 byl proto rozšířen o vývoj manévrujícího návratového prostředku (MARV), který komplikuje sestřelení hlavice protiraketovým systémem. Byly testovány dvě varianty: Alpha Draco a Boost Glide Reentry Vehicle s protáhlými štíhlými tvary, umožňujícími využít aerodynamický vztlak při návratu do horních vrstev atmosféry (tzv. „boost-glide“ trajektorie).
Tvar těchto návratových prostředků vyžadoval mnohem více místa v přední části rakety, a proto musela být sila pro Minuteman přepracována tak, aby byla o 4 m hlubší. Ačkoli nakonec boost-glide hlavice na Minuteman nasazeny nebyly, větší hloubka sil se ukázala jako neocenitelná, protože umožnila prodloužení rakety a tím pádem nesení většího množství paliva i nákladu.

### Raketa Polaris

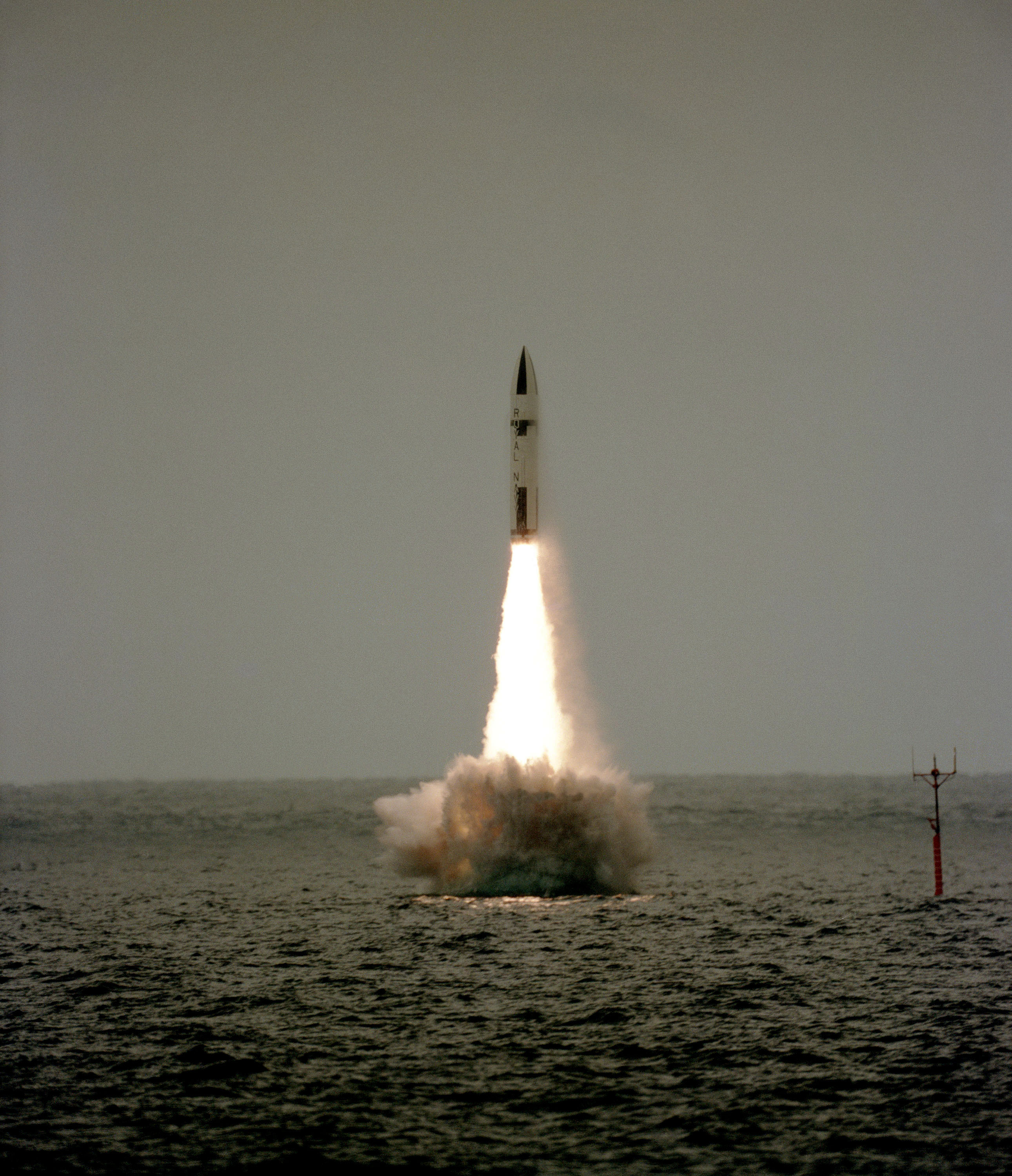
SLBM Polaris by údajně mohla plnit roli Minutemanů a byla vnímána jako výrazně méně zranitelná vůči útokům.

Během počátečního vývoje Minutemanu byla jaderná doktrína USA nastavena tak, že primární zbraní jaderné války jsou strategické bombardéry. Předpokládaná přesnost jaderných pum byla 0,5 km a nálože byly dimenzovány tak, aby zajistily zničení i těch nejtěžších cílů v rámci tohoto dosahu. USAF mělo dostatek bombardérů k útoku na všechny vojenské a průmyslové cíle v SSSR a bylo přesvědčeno, že jeho bombardéry přežijí v dostatečném počtu, aby takový úder SSSR zcela zničil.
Sovětské ICBM tuto rovnici do jisté míry narušily. Vědělo se, že jejich přesnost je nízká, řádově 7 km. Nesly však velké bojové hlavice, které by i pří nízké přesnosti dokázaly zničit strategické bombardéry parkující na otevřených prostranstvích. Jelikož v té době neexistoval žádný systém, který by vypuštění ICBM odhalil, existovala možnost sovětského překvapivého prvního útoku několika desítkami raket, které by vyřadily značnou část strategické bombardovací flotily.
Za těchto okolností USAF považovalo vlastní ICBM nikoli za primární válečnou zbraň, ale za odstrašující prostředek. U novějších modelů ICBM umístěných v silech se očekávalo, že přežijí jeden útok sovětské rakety. Ve scénáři, kde obě strany disponují podobným počtem ICBM, by americké síly přežily překvapivý první úder v takovém počtu, aby na oplátku zajistily zničení všech velkých sovětských měst. Sověti by za těchto podmínek překvapivý útok neriskovali.
Američtí strategičtí plánovači spočítali, že jaderný útok o celkové síle 400 megatun TNT zaměřený na největší sovětská města by okamžitě zabil 30 % obyvatel a zničil 50 % průmyslu. Útok o ještě větší síle by tato čísla zvýšil jen nepatrně, protože všechny velké cíle by již byly zasaženy. Tím došli k závěru, že existuje „konečná odstrašující úroveň“ okolo 400 megatun, která by SSSR dostatečně odstrašila od útoku bez ohledu na to, kolik vlastních raket by měli. Jediné, co bylo třeba zajistit, bylo přežití amerických raket, což se vzhledem k nízké přesnosti sovětských zbraní jevilo pravděpodobné.  Obrátíme-li problém, tak doplnění arzenálu amerického letectva o ICBM neodstranilo potřebu ani touhu útočit na sovětské vojenské cíle. Letectvo tvrdilo, že strategické bombardéry jsou pro tento úkol jediným vhodným prostředkem.
Do tohoto sporu vstoupily rakety UGM-27 Polaris amerického námořnictva. Polaris, vypouštěné z ponorek, byly fakticky nezranitelné a měly dostatečnou přesnost k útokům na sovětská města. Pokud by Sověti zlepšili přesnost svých raket, představovalo by to vážnou hrozbu pro bombardéry a rakety amerického letectva, ale žádnou pro ponorky námořnictva. Na základě stejného výpočtu 400 ekvivalentních megatun se rozhodli postavit flotilu 41 ponorek, z nichž každá nesla 16 raket, čímž námořnictvo získalo konečnou odstrašující sílu, která byla nenapadnutelná.
To představovalo pro letectvo vážný problém. Stále naléhalo na vývoj novějších bombardérů, jako byl nadzvukový XB-70 pro útoky na vojenské cíle, ale tato role se ve scénáři jaderné války zdála stále méně pravděpodobná. Mezi vysokými představiteli letectva se v únoru 1960 šířilo memorandum výzkumné instituce RAND nazvané „The Puzzle of Polaris“ (Záhada Polarisu). Naznačovalo, že Polaris stírá jakoukoli potřebu ICBM pro letectvo, pokud by byly zaměřeny na sovětská města. Pokud měla raketa Polaris představovat nepřekonatelnou hrozbu pro sovětské obyvatelstvo, byla mnohem lepším řešením než Minuteman. Tento dokument měl pro budoucnost programu Minuteman dlouhodobé důsledky.

### J. F. Kennedy
Závěrečné testy střely Minuteman probíhaly ve stejné době, kdy do Bílého domu nastoupil prezident John F. Kennedy. Jeho nový ministr obrany Robert McNamara měl za úkol pokračovat v rozšiřování a modernizaci amerického jaderného odstrašení a zároveň omezit výdaje. Vzhledem k nízkým výrobním nákladům se McNamara rozhodl pro Minuteman. Rakety Atlas a Titan byly brzy vyřazeny a nasazení skladovatelných raket Titan II na kapalné palivo bylo výrazně omezeno.  McNamara rovněž zrušil projekt nadzvukového bombardéru XB-70.
Nízké náklady na Minuteman měly vedlejší účinky na jiné programy než ICBM. Armádní Nike Zeus, „stíhací“ raketa schopná sestřelovat sovětské hlavice, poskytovala další možnost, jak zabránit překvapivému útoku SSSR. Program Zeus byl drahý a letectvo tvrdilo, že nákladově efektivnější je postavit další rakety Minuteman. Vzhledem k velkým rozměrům a složitosti sovětských raket na kapalné palivo si Sověti závod ve stavbě ICBM nemohli dovolit. Zeus byl v roce 1963 zrušen.

### Jaderná triáda
Výběr Minutemanu jako hlavní ICBM letectva byl zpočátku založen na stejné logice „druhého úderu“ jako u předchozích raket – byl primárně určen k tomu, aby přežil případný první útok ze strany SSSR a zajistil odplatu. Minuteman však měl kombinaci vlastností, které vedly k rychlému vývoji směrem k primární americké zbrani pro jadernou válku.
Hlavní z těchto vlastností byl jeho počítač, kterému bylo možné snadno nahrát data o zaměření nového cíle, což zvyšovalo efektivitu. Jedním z vlivů na trajektorii hlavice jsou na Zemi oblasti s větší koncentrací hmoty (Mascon), jež hlavici při průletu nad nimi přitahují. V průběhu 60. let 20. století byly tyto oblasti mapovány se stále větší přesností a data předávána flotile Minutemanů. Ten byl zpočátku nasazen s pravděpodobnou kruhovou chybou přesnosti (Circular Error Probable – CEP) přibližně 2 km, ale ta se do roku 1965 zlepšila na přibližně 1,1 km.  Toho bylo dosaženo bez jakýchkoli mechanických změn na střele nebo jejím navigačním systému.
Na těchto úrovních se přesnost ICBM začínala přibližovat bombardéru, a ještě další modernizace by již přesnost (CEP 460 m) vyrovnala. Společnost Autonetics zahájila modernizaci ještě předtím, než původní Minuteman vstoupil do služby a Minuteman II měl již CEP 0,48 km. Kromě toho byly počítače vylepšeny o větší paměť, což jim umožnilo ukládat informace pro osm cílů, mezi nimiž si obsluha raket mohla vybírat téměř okamžitě, což výrazně zvýšilo jejich flexibilitu.  Od tohoto okamžiku se Minuteman stal hlavní odstrašující zbraní USA, dokud se jeho výkonnosti nevyrovnala raketa Trident amerického námořnictva z 80. let.
Vyvstaly otázky, zdali jsou vůbec potřeba strategické bombardéry, jejichž pořízení a údržba jsou mnohem dražší než u ICBM v silech. Pro srovnání – novější bombardéry s lepší schopností přežití, jako například B-70, stály mnohonásobně více než Minuteman a navzdory velkému úsilí v průběhu 60. let byly stále zranitelnější vůči střelám země-vzduch. Na počátku 70. let se objevil bombardér B-1 s cenou kolem 200 milionů dolarů (což odpovídá 500 milionům dolarů v roce 2020), zatímco Minuteman III postavený v 70. letech stál jen 7 milionů dolarů (20 milionů dolarů v roce 2020).
Letectvo oponovalo, že je výhodné mít různé útočné platformy. Pokud by Sověti vybudovali účinný protiraketový systém, flotila ICBM a SLBM by se mohla stát nepoužitelnou, zatímco strategické bombardéry by nadále použitelné byly. Tak vznikla koncepce jaderné triády, která přetrvala až do současnosti. Ačkoli byl tento argument úspěšný, počet bombardérů byl opakovaně snižován a odstrašující role tak stále více přechází na rakety.

## Varianty

### Minuteman I (LGM-30A/B nebo SM-80/HSM-80A)

#### Nasazení
Střela LGM-30A Minuteman I byla poprvé zkušebně odpálena 1. února 1961 z mysu Canaveral a do výzbroje byla zařazena v roce 1962. Poté, co byla první várka připravena k nasazení, se letectvo původně rozhodlo rozmístit je na základně Vandenberg AFB v Kalifornii. Ještě předtím, než sem byly střely přesunuty se zjistilo, že tato první sada má vadné boostery, které omezily jejich dolet z původních 10 100 km na 6 900 km. Tato závada by způsobila, že by střely nedosáhly svých cílů, pokud by byly odpáleny směrem přes severní pól, jak bylo plánováno. Proto bylo rozhodnuto rozmístit je na základně Malmstrom AFB v Montaně, odkud by i s vadnými boostery dosáhly cíle.
Vylepšené střely LGM-30B Minuteman I byly v letech 1963 a 1964 rozmístěny na základnách Ellsworth AFB v Jižní Dakotě, Minot AFB v Severní Dakotě, F.E. Warren AFB ve Wyomingu a Whiteman AFB v Missouri. Všech 800 střel Minuteman I bylo dodáno do června 1965. Na každé ze základen jich bylo umístěno 150; na základně F.E. Warren bylo umístěno 200 střel Minuteman IB. Základna Malmstrom měla 150 střel Minuteman I a o pět let později přibylo dalších 50 střel Minuteman II podobných těm, které byly instalovány na základně Grand Forks AFB.

#### Specifikace
Minuteman I/A měl délku 16,36 m a Minuteman I/B měl délku 17,04. Minuteman I vážil zhruba 29 000 kg, měl operační dosah 8 900 km s přesností asi 2,4 km.

#### Navádění
Letový počítač Minuteman I Autonetics D-17 používal rotující magnetický disk se vzduchovým ložiskem, na kterém bylo „za studena“ uloženo 2 560 slov ve 20 stopách po 24 bitech a jedna měnitelná stopa o 128 slovech. Při pozemních operacích byla seřízena inerciální platforma a aktualizovány korekční sazby gyroskopů. Během letu byly filtrované výstupy příkazů odesílány do trysek motoru. Disková paměť byla považována za odolnou vůči jadernému záření, což z ní činilo ideální paměťové médium.

#### Hlavice
Při svém zavedení do služby v roce 1962 byl Minuteman I vybaven hlavicí W59 o síle 1 Mt. V březnu 1963 byla zahájena výroba hlavice W56 o síle 1,2 Mt a výroba hlavice W59 byla ukončena v červenci 1963, kdy bylo vyrobeno pouze 150 hlavic a v červnu 1969 byla vyřazena. Výroba hlavice W56 pokračovala až do května 1969, kdy jejich počet překročil 1000. Verze Mod 0 až 3 byly vyřazeny do září 1966 a verze Mod 4 zůstala ve službě až do 90. let. Není přesně jasné, proč byla hlavice W59 po zavedení do výzbroje nahrazena typem W56, ale ve zprávě Kongresu z roku 1987 byly uvedeny problémy bezpečnosti a předčasného stárnutí tritia.

### Minuteman II (LGM-30F)

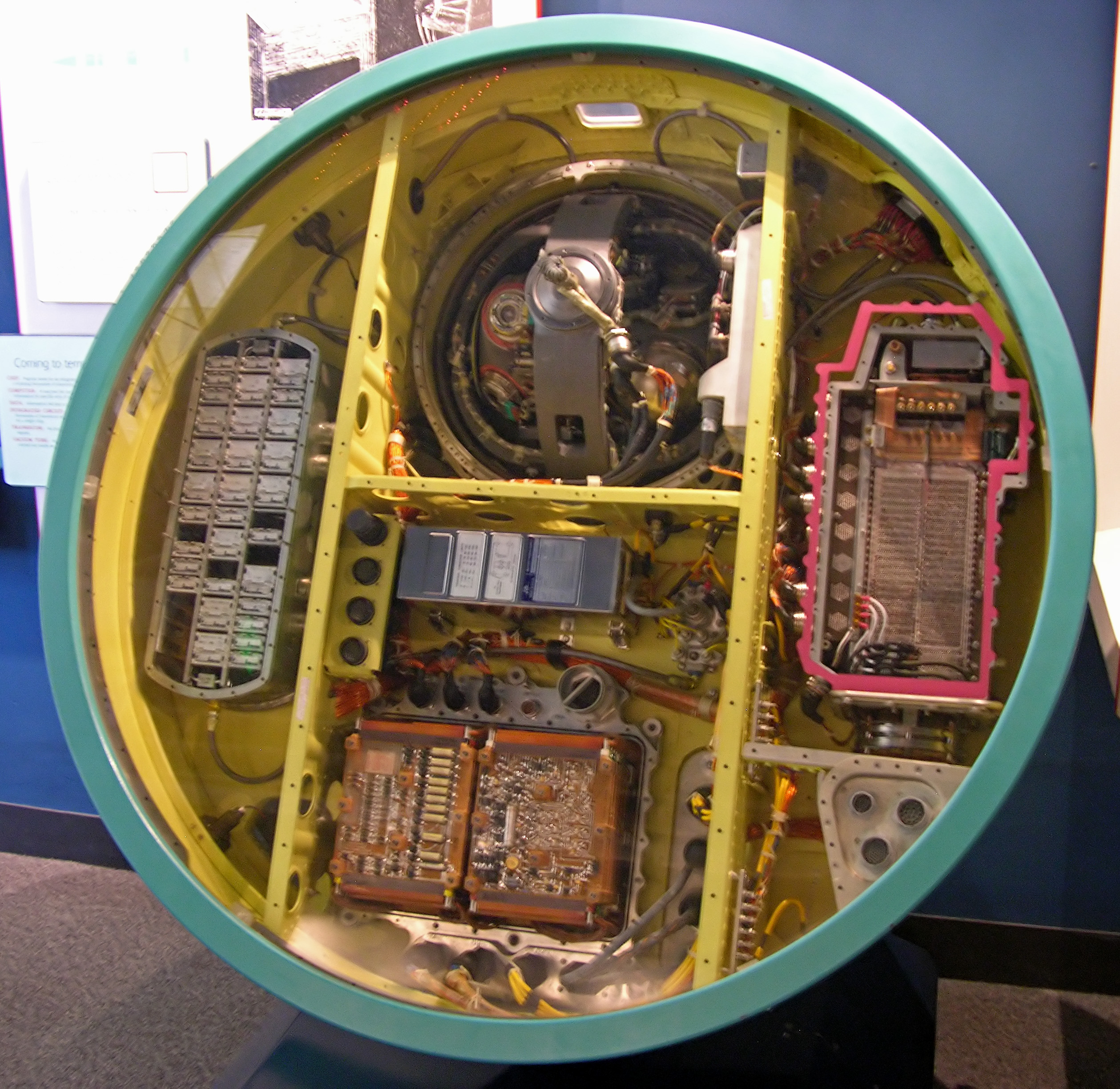
Naváděcí systém rakety Minuteman II byl díky použití integrovaných obvodů mnohem menší. Inerciální platforma je umístěna v horním prostoru.

LGM-30F Minuteman II byla vylepšenou verzí střely Minuteman I. Její vývoj začal v roce 1962 a první zkušební start se uskutečnil 24. září 1964. Výroba a rozmístění byly zahájeny v roce 1965 a dokončeny v roce 1967. Měl větší dolet, větší hmotnost a naváděcí systém s lepším azimutálním pokrytím, což vojenským plánovačům poskytlo lepší přesnost a širší rozsah cílů. Některé střely nesly také pomocné prostředky pro lepší průnik moskevskou protiraketovou obranou. Náklad tvořil jeden návratový prostředek Mk-11C obsahující jadernou hlavici W56 o síle 1,2 megatuny TNT.

#### Specifikace
Minuteman II měl délku 17,55 m, vážil zhruba 33 000 kg a operační dosah 10 200 km s přesností asi 1,6 km.
Hlavními vylepšeními Minuteman II:
- Vylepšený motor prvního stupně pro zvýšení spolehlivosti.
- Nová jediná tryska s řízením vektoru tahu pro zvýšení doletu a spolehlivosti.
- Zdokonalený naváděcí systém (letový počítač D-37) vybavený 2000 mikročipy Texas Instruments, což umožnilo vícenásobný výběr cíle, větší přesnost a spolehlivost, snížení celkových rozměrů a hmotnosti naváděcího systému a zvýšení odolnosti v jaderném prostředí.
- Systém na podporu pronikání protiraketovou obranou nepřítele, včetně prvků stealth, které snižovaly jeho radarovou stopu a znesnadňovaly jeho rozlišení od klamných cílů.
- Větší bojová hlavice v návratovém prostředku.

Modernizováno bylo také odpalovací zařízení a systém velení, což zajistilo zkrácení reakční doby a zvýšení schopnosti přežití při jaderném útoku. Závěrečné změny systému byly provedeny za účelem zvýšení kompatibility s očekávanou raketou LGM-118A Peacekeeper. Tyto novější střely byly později umístěny do upravených sil Minuteman.

### Minuteman III (LGM-30G)

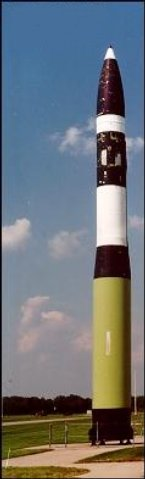
Minuteman III

Program LGM-30G Minuteman III byl zahájen v roce 1966 a zahrnoval několik dalších vylepšení oproti předchozím verzím. První zkušební start se uskutečnil 16. srpna 1968, první nasazení v roce 1970. Většina úprav se týkala závěrečného stupně a návratového systému (RS). Třetí stupeň rakety byl vybaven zdokonaleným motorem umožňujícím jemnější řízení. Výkonnostní zlepšení realizovaná u Minuteman III zahrnují větší flexibilitu při nasazení návratového prostředku a penetračních pomůcek, větší schopnost přežití po jaderném útoku a větší kapacitu užitečného zatížení. Střela si zachovává kardanový inerciální navigační systém.

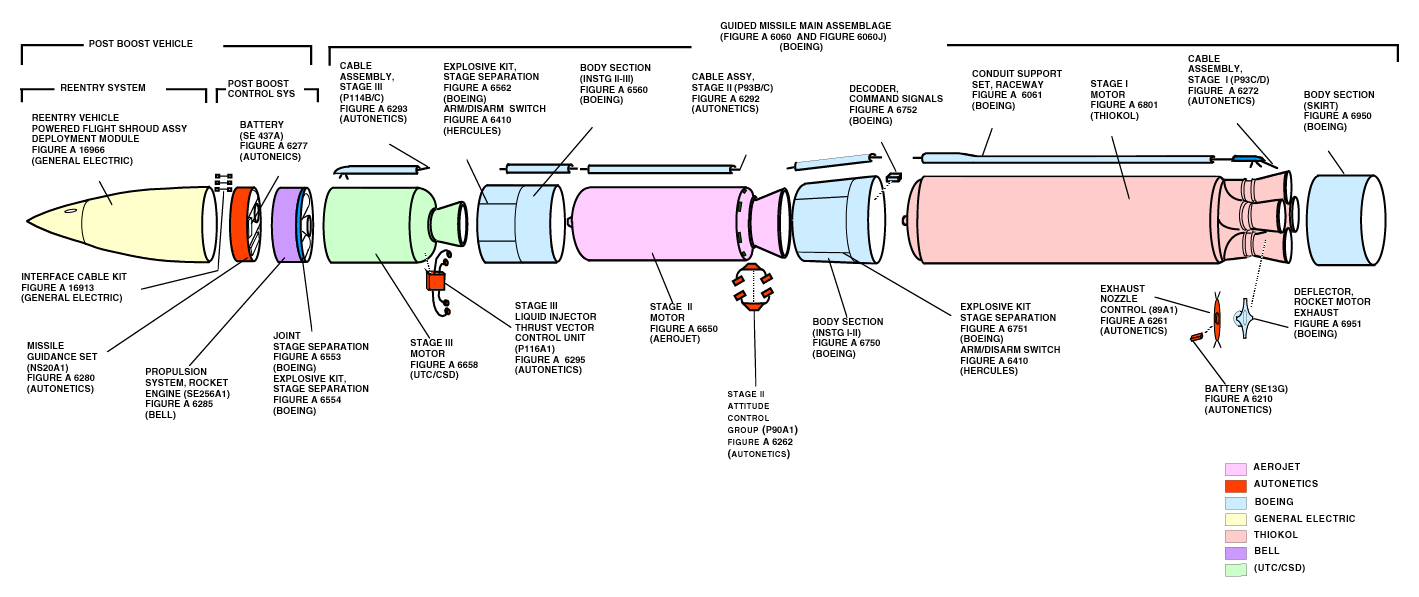
Schéma rakety Minuteman III

#### Charakteristika
- Vyzbrojen byl až třemi hlavicemi W62 Mk-12 o síle pouze 170 kilotun TNT namísto předchozí hlavice W56 o síle 1,2 megatuny.
- Jednalo se o první střelu vybavenou vícenásobně nezávisle zaměřitelnými prostředky (MIRV – Multiple Independently Targetable Reentry Vehicles). Jediná střela tak byla schopna zacílit na tři samostatné cíle oproti předchozím variantám Minuteman I a MinutemanII, které mohly nést pouze jednu velkou bojovou hlavici.
  - Návratový systém mohl nést kromě bojových hlavic i pomocné prostředky pro průnik raketovou obranou, jako jsou chaff a klamné cíle.
  - Střela měla v tzv. „post-boost“ fázi k dispozici další raketový motor (PSRE) Rocketdyne RS-14 pro mírnou úpravu trajektorie. To umožňovalo vypouštět hlavice na samostatné cíle a také klamné cíle.
- Třetí stupeň Hercules M57 raket Minuteman I a Minuteman II měl po stranách otvory pro ukončení tahu. Tyto otvory byly otevřeny za pomocí detonace náloží a okamžitě snížily tlak v komoře tak prudce, že došlo ukončení tahu, což umožnilo přesnější zaměření cíle. Větší motor třetího stupně Minuteman III má rovněž otvory pro ukončení tahu, ačkoli konečná rychlost je určena PSRE.
- Pevná tryska se systémem řízení vektoru tahu (TVC) se vstřikováním kapaliny u nového motoru třetího stupně (podobně jako u trysky druhého stupně MinutemanII) navíc zvýšila dosah.
- Letový počítač (Autonetics D37D) s větší diskovou pamětí a rozšířenými možnostmi.
  - Jako záloha pro D37D byl vyvinut letový počítač Honeywell HDC-701, který místo rotačního magnetického disku používal paměť z pokoveného drátu s nedestruktivním čtením (NDRO), ale nikdy nebyl přijat.
  - V rámci programu GRP (Guidance Replacement Program), zahájeného v roce 1993, byl letový počítač D37D s diskovou pamětí nahrazen novým počítačem, který využíval radiačně odolnou polovodičovou paměť RAM.

Bylo celkem rozmístěno 1000 střely Minuteman III v konfiguraci s počítačem D-37D. Náklady na tyto počítače se pohybovaly v rozmezí 139 000 USD (D-37C) až 250 000 USD (D-17B).
Stávající rakety Minuteman III byly v průběhu následujících desetiletí dále vylepšovány, přičemž v roce 2010 bylo na modernizaci 450 střel vynaloženo více než 7 miliard dolarů.

#### Specifikace
Minuteman III má délku 18,3 m, hmotnost 36 030 kg, operační dosah 14 000 km a přesnost přibližně 240 m.

#### Bojová hlavice W78

Letové fáze rakety Minuteman III: 1. Raketa startuje ze sila zažehnutím motoru 1. stupně (A). 2. Asi 60 sekund po startu se 1. stupeň odpojí a zažehne se motor 2. stupně (B). Plášť rakety (E) je odhozen. 3. Asi 120 sekund po startu se zažehne motor 3. stupně (C) a oddělí se od 2. stupně. 4. Přibližně 180 sekund po startu se ukončí tah 3. stupně a od rakety se oddělí post-boost část (D). 5. Tato část manévruje a připravuje se na vypuštění návratových prostředků (Reentry Vehicle – RV). 6. RV, stejně jako klamné cíle a chaffy, jsou vypuštěny. 7. RV a chaffy vstupují zpět do atmosféry vysokou rychlostí, hlavice jsou odjištěny. 8. Jaderné hlavice jsou odpáleny, a to buď ve formě exploze ve vzduchu, nebo na zemi.

V prosinci 1979 začala hlavice o větší síle (335-350 kilotun) W78 nahrazovat starší W62. Nové hlavice byly umístěny v návratovém prostředku Mark 12A. Menší počet předchozí verze návratových prostředků Mark 12 byl však operačně ponechán, aby byla zachována schopnost útočit na vzdálenější cíle ve středoasijských republikách SSSR.

#### Guidance Replacement Program (GRP)
Program výměny naváděcích systémů nahrazoval navigační systém NS20A novým systémem NS50. To prodloužilo životnost rakety Minuteman do roku 2030. Program výměny byl dokončen 25. února 2008.

#### Propulsion Replacement Program (PRP)
Program výměny pohonných jednotek, který začal v roce 1998 a pokračoval až do roku 2009, prodloužil životnost a výkonnost motorů na tuhé palivo.

#### Single Reentry Vehicle (SRV)
Modifikace SRV (Single Reentry Vehicle) umožnila americkým ICBM dodržet dnes již neplatnou smlouvu START II tím, že změnila konfiguraci raket Minuteman III ze tří návratových prostředků na jeden. Ačkoli byla ratifikována oběma stranami, smlouva START II nikdy nevstoupila v platnost a byla v podstatě nahrazena novými dohodami, jako jsou SORT a New START, které neomezují schopnosti MIRV. Minuteman III je nadále vybaven jedinou bojovou hlavicí kvůli omezením ve smlouvě New START.

#### Safety Enhanced Reentry Vehicle (SERV)
Počínaje rokem 2005 byly v rámci programu SERV nahrazeny na raketách Minuteman III návratové prostředky Mk-21/W87 z deaktivovaných raket Peacekeeper. Kromě zavedení těchto bezpečnostních prvků alespoň u části budoucích sil Minuteman III je další výhodou přesnější dostupný návratový prostředek, který zajistí větší pravděpodobnost zničení určených cílů.

#### Nasazení
Střela Minuteman III vstoupila do služby v roce 1970, přičemž v průběhu výroby v letech 1970–1978 došlo k modernizaci s cílem zvýšit přesnost a nosnost. USAF ji plánuje provozovat až do roku 2030.

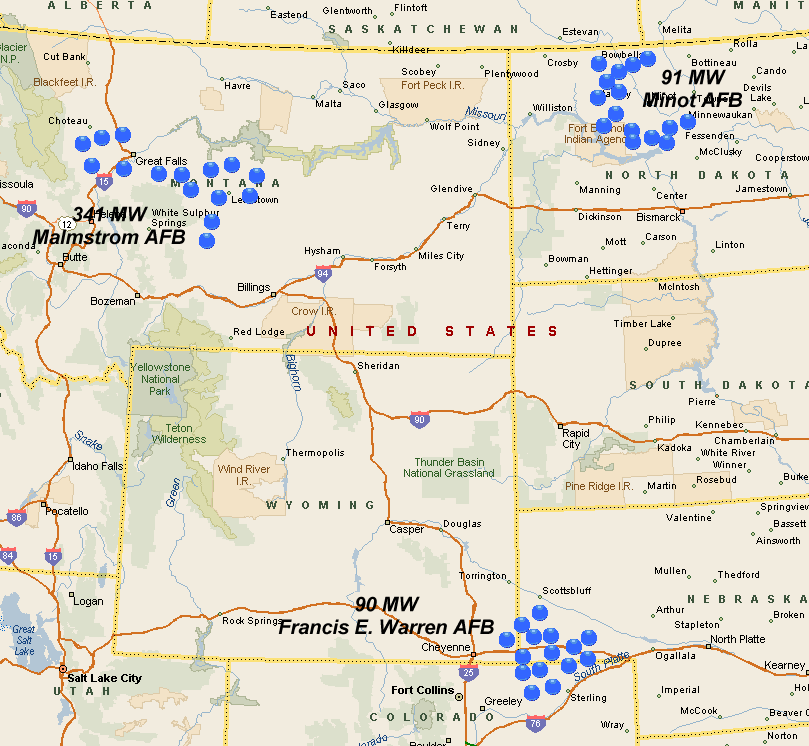
Rozmístění střel Minuteman v roce 2010

Celkem 450 raket LGM-30G je umístěno na leteckých základnách F. E. Warren ve Wyomingu (90. raketové křídlo), Minot Air Force Base v Severní Dakotě (91. raketové křídlo) a Malmstrom Air Force Base v Montaně (341. raketové křídlo).
Všechny starší střely Minuteman I a Minuteman II byly vyřazeny. Spojené státy dávají přednost zachování odstrašujících prostředků MIRV na ponorkových jaderných střelách Trident. V roce 2014 se letectvo rozhodlo uvést padesát sil Minuteman III do stavu bdělosti, čímž zabralo polovinu ze 100 míst v povolené americké jaderné rezervě.
Střely LGM-118A Peacekeeper, které měly Minuteman původně nahradit, byly vyřazeny v roce 2005 v rámci smlouvy START II.

#### Testování
Střely Minuteman III jsou pravidelně testovány odpalováním z Vandenbergovy základny, aby se ověřila účinnost, připravenost a přesnost zbraňového systému a také aby se podpořil primární účel systému – jaderné odstrašení. Bezpečnostní prvky instalované na raketě Minuteman III při každém zkušebním startu umožňují operátorům kdykoli ukončit let, pokud se ukáže, že by její kurz mohl vést nebezpečně nad obydlenými oblastmi. 576. letecká zkušební letka je zodpovědná za plánování, přípravu, provádění a vyhodnocování všech pozemních a letových zkoušek ICBM.

## Uživatelé
Spojené státy americké – Jediným provozovatelem mezikontinentálních balistických střel Minuteman je letectvo Spojených států, které v současnosti provozuje tři operační křídla a jednu zkušební letku LGM-30G. Aktivní inventář v roce 2009 činil 450 raket a 45 zařízení pro výstrahu před raketami (Missile Alert Facilities – MAF).